# Gnophos burmesteri
Gnophos burmesteri là một loài bướm đêm trong họ Geometridae.